# سن-پاتریس-دو-شرینگتون، کبک
سن-پاتریس-دو-شرینگتون (به فرانسوی: Saint-Patrice-de-Sherrington) شهری در منطقه شهری له ژاردن-دو-ناپیرویل ناحیه مونترژی در استان کبک کانادا است. در سرشماری سال ۲۰۱۱ این شهر ۱٬۹۴۶ نفر جمعیت داشته‌است و مساحت آن ۹۱٫۴۷ کیلومتر مربع است.